# Dicranoptycha sobrina
Dicranoptycha sobrina là một loài ruồi trong họ Limoniidae. Chúng phân bố ở miền Tân bắc.